# Zetzscha
Zetzscha ist ein Ortsteil der Stadt Altenburg im Bundesland Thüringen.

## Geographie
Zetzscha liegt im Norden Altenburgs und gliedert sich in die Ortschaften Oberzetzscha, Unterzetzscha, Rautenberg und Knau. Durch den Ortsteil verläuft die Bahnstrecke Leipzig–Hof.

## Geschichte
Die Entstehung der Orte Ober- und Unterzetzscha geht auf das Jahr 1206 zurück. Knau wurde bereits im Jahr 1150 und Rautenberg im Jahr 1181 erstmals genannt.
Nachdem Unterzetscha bereits am 1. April 1935 nach Knau eingemeindet wurde, erfolgte am 1. Juli 1950 die Bildung der Gemeinde Zetzscha durch Zusammenschluss der Gemeinden Oberzetzscha, Rautenberg und Knau mit Unterzetzscha. Bei der zweiten Kreisreform in der DDR wurden 1952 die bestehenden Länder aufgelöst und die Landkreise neu zugeschnitten. Somit kam die Gemeinde Zetzscha mit dem Kreis Altenburg an den Bezirk Leipzig, der seit 1990 als Landkreis Altenburg zu Thüringen gehörte und 1994 im Landkreis Altenburger Land aufging.
Die Gemeinde Zetzscha mit ihren vier Ortsteilen wurde am 11. Februar 1994 in die Stadt Altenburg eingemeindet. Sie bildet seitdem einen von drei Ortsteilen der Stadt Altenburg.

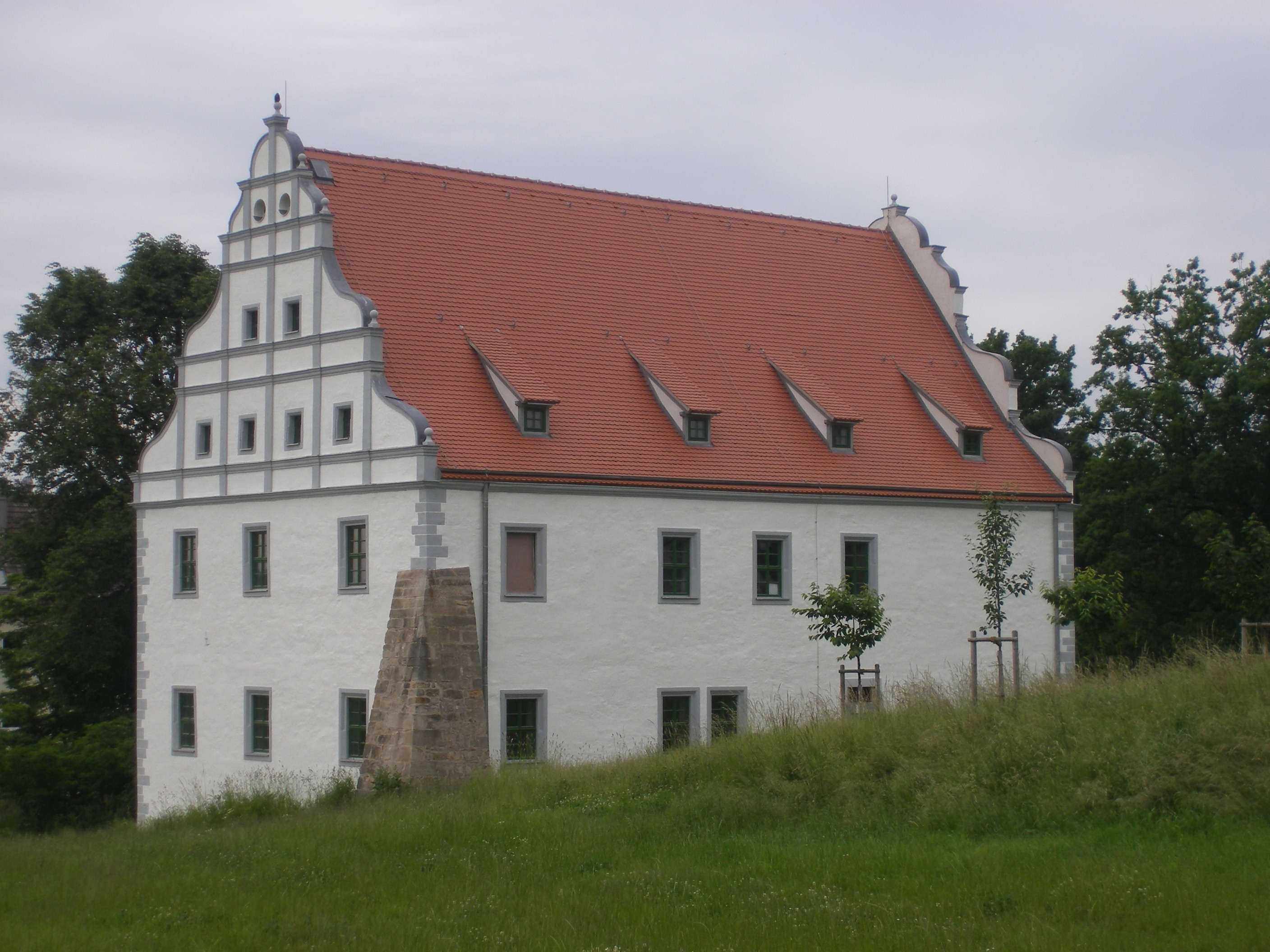
Herrenhaus

### Rittergutssitz
In Oberzetzscha befindet sich ein ab 2006 aufwändig restauriertes Renaissance-Herrenhaus aus dem Jahre 1567. Im Obergeschoss ist eine typisch für den Altenburger Raum erhaltene Bohlenstube mit Malereien aus der Zeit des 16. bis 19. Jahrhunderts.
Es wurde ehemals als Rittergut genutzt und besitzt den Denkmalstatus.
Über die eventuelle zukünftige Nutzung als Bürger- und Vereinshaus ist noch nicht entschieden worden.

### Einwohnerentwicklung der Ortsteile
| Jahr¹  | Oberzetzscha | Unterzetzscha | Knau     | Rautenberg | Zetzscha gesamt |
| 1939   | 440          | 3381          | 3381     | 122        | 901             |
| 1997   | 228          | 85            | 199      | 73         | 585             |
| 2000   | 248          | 98            | 221      | 71         | 638             |
| 2004   | 247          | 109           | 213      | 72         | 641             |
| 2008   | 230          | 109           | 201      | 76         | 616             |
| Fläche | 0,75 km²     | 1,03 km²      | 1,47 km² | 1,48 km²   | 4,73 km²        |

Quelle: Statistische Jahrbücher der Stadt Altenburg

1 Unterzetzscha wurde am 1. April 1935 in Knau eingegliedert

## Sonstiges
Der Familienname Zetzsche leitet sich vom Ortsnamen ab.